# 卡尔·西吉斯蒙德·孔茨
卡尔·西吉斯蒙德·孔茨（Carl Sigismund Kunth，1788年6月18日—1850年3月22日）为德国植物学家。

## 所命名的分類
（列表可能不完整）
- 1个卡尔·西吉斯蒙德·孔茨命名的生物分类